# Teste de regressão

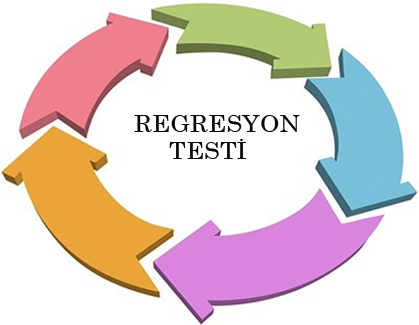
Teste de regressão

O teste de regressão é uma técnica do teste de software que consiste na aplicação de versões mais recentes do software, para garantir que não surgiram novos defeitos em componentes já analisados. Se, ao juntar o novo componente ou as suas alterações com os componentes restantes do sistema surgirem novos defeitos em componentes inalterados, então considera-se que o sistema regrediu.
Muitas vezes são usadas ferramentas específicas para o teste de regressão, chamadas de ferramentas de automação. Elas conseguem um resultado mais exato do teste executando exatamente os passos seguidos para o teste das primeiras versões já que elas permitem a gravação do teste.
Alguns tipos de ferramentas:
- HP Unified Functional Testing (UFT) - Hewlett Packard Enterprise
- Rational Functional Tester - IBM
- JUnit - Java
- NUnit - .NET
- Silk Test - Borland

Nos últimos anos, técnicas de otimização matemática foram propostas para problemas em teste de regressão (como seleção de casos de teste e priorização de casos de teste). Veja mais detalhes de aplicações com otimização em teste de software.